# المحول المولد مسبق التدريب 4.5
المُحول المُولِّد مسبق التدريب 4.5، أو جي بي تي–4.5 (بالإنجليزية: GPT-4.5)‏ (الاسم الرمزي أوريون) هو نموذج لغوي كبير ضمن سلسلة GPT التابعة لشركة أوبن أيه آي. تم إصداره في 27 فبراير 2025. يمكن لمستخدمي فئتي Plus وPro الوصول إلى GPT-4.5 من خلال أداة اختيار النموذج على الويب، والهواتف المحمولة، وأجهزة سطح المكتب، مع خطط لتوسيع الوصول إلى فئات أخرى. كما يمكن الوصول إليه عبر واجهة برمجة التطبيقات (API) الخاصة بـ OpenAI أو منصة OpenAI Developer Playground. 

## نظرة عامة
تم تدريبه بشكل أساسي باستخدام التعلم غير الموجّه، مما يعزز قدرته على التعرف على الأنماط، وربط العلاقات، وتوليد رؤى إبداعية دون الحاجة إلى التفكير المنطقي. تم دمج هذه الطريقة مع الضبط الدقيق الموجّه والتعلم المعزز من تعليقات البشر. تم تدريبه باستخدام منصة Microsoft Azure.
وصف سام ألتمان GPT-4.5 بأنه "نموذج ضخم ومكلف". اعتبارًا من فبراير 2025، من خلال واجهة برمجة التطبيقات الخاصة بـ OpenAI، تبلغ تكلفة النموذج 75 دولارًا لكل مليون رمز إدخال و150 دولارًا لكل مليون رمز إخراج، بينما تبلغ تكلفة GPT-4o فقط 2.50 دولار لكل مليون رمز إدخال و10 دولارات لكل مليون رمز إخراج.
تم اختبار النموذج على مجموعة اختبار MMLU، التي شملت 15 لغة مختلفة، وهي: العربية، البنغالية، الصينية، الإنجليزية، الفرنسية، الألمانية، الهندية، الإندونيسية، الإيطالية، اليابانية، الكورية، البرتغالية، الإسبانية، السواحيلية، واليوروبا، حيث تفوق النموذج على GPT-4o في جميع هذه اللغات.
وجدت دراسة أولية نُشرت في مارس 2025 أن GPT-4.5 نجح في اجتياز اختبار تورينج.
```
== المصادر ==
```

1. 1 2  وصلة مرجع: https://openai.com/index/introducing-gpt-4-5/. الوصول: 28 فبراير 2025.
2. ↑  "Introducing GPT-4.5". openai.com (بالإنجليزية الأمريكية). Archived from the original on 2025-04-01. Retrieved 2025-02-28.